# Henri Legay
Pour les articles homonymes, voir Legay.
Henri Legay (né Henri Guay à Paris 15e le 1er juillet 1920 et mort à Paris 14e le 15 septembre 1992) est un ténor d'opéra français. Il a principalement exercé en France, sa voix lyrique lumineuse étant particulièrement adaptée au répertoire d'opéra français.

## Vie et carrière
Durant l'Occupation, alors âgé de 24 ans, le jeune musicien est recruté en août 1943 par le chef-d'orchestre Pierre Cadel pour participer aux illustrations et accompagnements musicaux de la chaîne de télévision allemande Fernsehsender Paris.
Legay étudie à Bruxelles et Paris, remportant son premier prix au Conservatoire de Paris en 1947. Il chante dans des cabarets se soutenant par son propre accompagnement à la guitare, joue également pour Piaf et Montand et compose aussi ses propres chansons.
Il commence sa carrière en chantant l'opérette. Il fait ses débuts à l'opéra au théâtre de La Monnaie à Bruxelles, en 1950 et se produit aussi à Lausanne.
Il commence une longue association avec l'Opéra-Comique en 1952, dans le rôle de Gérald, dans Lakmé, s'établissant rapidement comme l'un des principaux ténors de son temps. Ses autres rôles favoris sont Nadir, Meister (chanté lors de la deux-millième à la Salle Favart), des Grieux, Julien, etc. Il fait ses débuts au Palais Garnier, interprétant Damon des Les Indes galantes. Il incarne aussi, notamment les rôles de Faust, Werther, Almaviva, Duc de Mantoue, Alfredo, etc.
Il laisse quelques enregistrements, Les Pêcheurs de perles, Le Roi d'Ys et plus particulièrement Manon, en compagnie de Victoria de los Ángeles, disque dirigé par Pierre Monteux et largement considéré comme l'enregistrement définitif de l'opéra de Massenet.
Il participe à des enregistrements pour la radio dans les années 1950. Dans sa notice nécrologique, Alan Blyth décrit la voix de Legay ainsi : « son timbre léger mais pénétrant, son caractère souple et liquide » et précise qu'il l'utilisait « avec un goût délicat » et montrait « l'acuité de la peinture des mots alliée aux inflexions de la musique ».
Avec d'autres ténors du milieu du xxe siècle, tels Alain Vanzo et Léopold Simoneau, Legay représente le style perdu du chant lyrique français.

## Hommages
Une rue de Villeurbanne (Métropole de Lyon) porte son nom.